# Clinteria malayensis
Clinteria malayensis är en skalbaggsart som beskrevs av Wallace 1867. Clinteria malayensis ingår i släktet Clinteria och familjen Cetoniidae. Inga underarter finns listade i Catalogue of Life.